# Julius Caesar
Caesar och Gaius Julius Caesar omdirigerar hit. För fler betydelser, se Caesar (olika betydelser) respektive Gaius Julius Caesar (olika betydelser) och Julius Caesar (olika betydelser)
Gaius Julius Caesar (latinskt uttal: [ˈɡaːɪ.ʊs ˈjuːlɪ.ʊs ˈkae̯sar]; i dag mer känd enbart under sitt gentilicium och cognomen Julius Caesar), född 12 juli 100 f.Kr. i stadsdelen Subura i Rom, död 15 mars 44 f.Kr. i Rom, var en romersk militär, statsman och skriftställare som kom att spela en betydande roll då den romerska republiken omformades till det romerska kejsardömet. Hans cognomen har givit upphov till ordet kejsare och dess motsvarighet på många språk (såsom Kaiser och tsar), och hans gentilicium återfinns också i benämningen på månaden juli.
Julius Caesars politiska karriär började år 69 f.Kr., då han var kvestor. Han krönte sin ämbetsmannabana som en av de två konsulerna för år 59, men han hade dessförinnan ingått utomkonstitutionellt samarbete med Pompejus och Crassus i det första triumviratet (år 60). De följande åren, i egenskap av prokonsul för de två galliska provinserna och Illyricum, utökade han provinsen Gallia Transalpinas territorium genom omfattande erövringar. I Rom fruktade man Caesars växande militära styrka. Då senaten år 49 beordrade honom att lägga ned sin promagistratur och infinna sig i Rom vägrade han.
Han korsade gränsfloden Rubicon med sina åtta legioner och tog makten i Rom, först som diktator på 10 år och senare diktator på livstid. En maktkamp mellan Caesar och de som ville bevara republiken, inledningsvis anförda av den tidigare samarbetspartnern Pompejus, bröt ut. Pompejus besegrades år 48. Därefter besegrades de övriga motståndarna en efter en. Viktigt för den kommande utvecklingen var att han i sitt testamente adopterade släktingen Gaius Octavius, som därmed fick namnet Octavianus; han är bättre känd som Augustus, Roms första kejsare. År 44, på den dag som i den romerska kalendern hette Idus Martiae (den 15 mars), mördades Caesar under ett senatssammanträde i Pompejus curia som var belägen i anslutning till Pompejus teater i Rom. Han fick motta 23 dolkstick av de sammansvurna, bland vilka hans förtrogne Marcus Junius Brutus befann sig.
Tillsammans med Kleopatra fick Caesar sonen Caesarion Ptolemaios. Namnet Caesarion fick pojken efter sin far, och namnet Ptolemaios från Kleopatras släkt. Namnet Ptolemaios kommer från grekiskan och betyder ungefär "aggressiv" eller "krigslik" och kom från Kleopatras ätt som härskat i Egypten sedan 300-talet f.Kr. Den ptolemaiska ätten härstammade från Alexander den Stores general Ptolemaios.
Caesars namn skrevs under antiken som GAIVS IVLIVS CAESAR: Gemener saknades i det antika latinska alfabetet; tecknet V användes både för u-ljudet och v-ljudet, medan I kunde beteckna vokaliskt i-ljud och konsonantiskt j-ljud. Namnet uttalas på antikt latin ['ga:jus 'ju:lius 'kajsar], medan ordet caesar på nylatin uttalas ['se:sar]. Romarna använde förkortningar för alla förnamn, praenomina. C står för Gaius och Cn för Gnaeus, vilket beror på att förkortningen kom i bruk innan bokstaven G infördes; ursprungligen användes C både för tonlöst k-ljud och tonande g-ljud.

## Tiden fram till makten
Julius Caesar, son till Gaius Julius Caesar och Aurelia Cotta, föddes i den gamla gens Julia, julianska ätten. Hans fasters make var fältherren Marius som sju gånger satt som romersk konsul, trots sin plebejiska bakgrund.
Caesar skall som ung varit "reslig till växten och ljuslagd. Hans lemmar var välformade, ansiktet ganska fylligt, ögonen mörka och livliga". Plutarchos bekräftar detta när han skriver att Caesar hade spenslig kroppsbyggnad och blek hy. Vad antikens romare ansåg vara reslig vet vi dock ej. Caesar hade en mycket säregen klädstil. Han bar en okonventionell tunika med långa ärmar och fransar runt handlederna och gördeln löst hängande runt midjan. Sulla skall ha kommenterat Caesars klädstil inför övriga senatorer och uppmanat dem att "ta sig i akt för den illa gördlade gossen".
85 f.Kr. gifte sig Caesar med sin första fru Cornelia (eller möjligen andra fru om man som Plutarchos räknar med Cossutia), dotter till Cinna. Någon gång mellan 83 f.Kr. och 76 f.Kr. fick paret en dotter; Julia, Caesars enda legitima biologiska barn, och senare hustru till Pompejus.
Mellan 91 f.Kr. och 86 f.Kr. var det praktiskt taget ständigt inbördeskrig mellan Marius och Sulla. Kriget slutade med att Sulla år 82 f.Kr. intog Rom och utsågs till diktator på livstid. Efter Sullas seger befann sig Caesar i knipa då han var gift med Cornelia, dotter till Marius vän Cinna. Sulla ville att de skulle skilja sig men Caesar vägrade. Sulla benådade till slut Caesar men Caesar ansåg det ändå säkrast att fly. Han reste därför år 81 f.Kr. med prokonsuln Minucius Thermus till Mindre Asien där Mytilene gjort uppror mot den romerska överhögheten. Caesar reste då till Nikomedes, kungen av Bithynien, som diplomat. Caesar dröjde kvar vid Nikomedes hov, vilket gjorde att rykten om ett sexuellt förhållande mellan Caesar och Nikomedes uppstod, ett rykte som följde honom livet ut.
När Sulla dog 78 f.Kr. återvände Caesar till Rom. De första åren efter Sullas död uträttade han inte mycket, det enda varaktiga han gjorde var att skuldsätta sig genom att anordna stora fester. Han försökte sig på advokat- och åklagaryrket och väckte åtal mot flera av Sullas gamla anhängare. Caesar begav sig därefter till Rhodos 75 f.Kr. för att få undervisning i retorik och filosofi av Apollonios Molon, som bland annat hade undervisat Cicero. Han tillfångatogs av pirater på Egeiska havet. Piraterna krävde 20 talenter för hans frisläppande, vilket enligt sägnen Caesar skall ha tyckt vara en för låg summa och utlovade att skaffa fram 50 talenter. Efter 38 dagar släpptes han fri efter att ha betalat den sistnämnda summan. Efter frisläppandet rekryterade han egna trupper bland lokalbefolkningen och sökte upp, tillfångatog och korsfäste sjörövarna. För att bespara piraterna en alltför plågsam död skall han ha låtit skära upp strupen på dem innan de korsfästes.
Därefter fick han höra att Mithridates än en gång var på krigsstigen. Caesar stred med de romerska styrkorna mot Mithridates, men han återvände till Rom innan Mithridates var besegrad. Hans morbror Cotta dog, och han själv tilldelades ett viktigt prästämbete i slutet av 74 f.Kr. eller början av 73 f.Kr.
Caesar var krigstribun antingen 72 f.Kr. eller 71 f.Kr., det är oklart vilket. Man vet inte om Caesar tjänstgjorde utomlands eller i Italien. Det är möjligt att han tjänstgjorde under Crassus vid Spartacusupproret och att detta är den första kända kopplingen mellan dem båda.
Caesar fick dock ingen egentlig möjlighet till att utmärka sig innan hans faster, Julia, dog 68 f.Kr. Vid begravningsprocessionen anspelade han på släktskapet till Marius och vann på så sätt folkmassans sympati. När hans fru Cornelia dog fick han ännu ett tillfälle att utmärka sig. Han valdes till quaestor (skattmästare) och blev på så sätt medlem av romerska senaten. Han tilldelades också en provins i Spanien. Så småningom blev han edil där han hade hand om de offentliga festerna och spelen i Rom och han blev också Pontifex maximus (överstepräst) genom en kostsam kampanj som tvingade honom till att ta ännu större lån hos bland annat Crassus. I senaten stödde han det patriciska partiet.

## Triumviratet
Vid den här tidpunkten var Roms mäktigaste män generalen Pompejus Magnus och den rike Crassus. Caesar behövde deras hjälp för att ta sig till makten och en hemlig allians bildades, det första triumviratet. Förbundet beseglades genom att Pompejus gifte sig med Caesars dotter Julia. Alla tre triumvirerna hade något att vinna med alliansen. Pompejus hade pensionerade soldater vilka av Pompejus hade tilldelats landlotter att försörja sig på. Dessa landlotter ville dock inte senaten, i motsats till Pompejus, godkänna såsom varande en provins. Crassus hade vänner som var kraftigt skuldsatta, dessa skulder ville Crassus få avskrivna. Caesar i sin tur ville bli konsul och därigenom få stor makt. År 59 f.Kr. valdes Caesar till konsul tillsammans med Bibulus. Caesar lyckades dock manövrera ut Bibulus ur maktens centrum och i praktiken blev Caesar således ensam konsul. Utifrån denna position och medelst övriga maktmedel kunde de tre triumvirerna åstadkomma vadhelst de önskade i den romerska politiken.

## Krigen i Gallien

Vercingetorix överlämnar sig till Caesar.

Ibland utkämpade han en strid efter noggrann planering, men emellanåt också efter stundens ingivelse - ofta vid slutet av en marsch, eller i mycket dåligt väder, när alla väntade sig det som minst [...] han lät aldrig en skingrad fiende återsamlas och stormade därför alltid omedelbart deras läger. (Suetonius)
År 59 f.Kr. blev Caesar prokonsul på 5 års tid, en titel som medförde styret över en eller flera provinser. Titeln prokonsul följde alltid på en period som konsul och kan kanske ses som belöning för den avgångne konsuln. Caesar blev först tilldelad en fattig landsbygd på den italienska halvön, med sina allierades hjälp lyckades han dock ändra detta. Caesar blev istället tilldelad Gallia Cisalpina (ungefär: Gallien hitom Alperna) och Illyria (provins på Balkan). Till detta hörde rätten att rekrytera och underhålla fyra legioner. Caesar hade stor tur vid sitt tillträde, guvernören för Gallia Transalpina (ungefär: Gallien bortom Alperna) dog och Caesar var inte sen att ta kommandot över denna hans tredje provins. Han började värva soldater, inalles sex legioner, men reste inte själv till Gallien innan han fick underrättelser om att helvetiernas hela stam hade brutit upp och tänkte marschera över den romerska gränsen. Caesar stoppade helvetierna vid Rhône, varpå dessa marscherade genom romarnas allierades, aeduernas, område. Dessa begärde då hjälp och Caesar lyckades besegra helvetiernas här. Till sin hjälp hade han Marcus Antonius som var Caesars högra hand.
Han fortsatte invasionståget genom att besegra den germanske hövdingen Ariovistus som var på väg att invadera Gallien. Efter att ha gått i läger vintern 58–57 f.Kr. besegrade han belgierna som förberedde sig för krig mot Rom. Triumviratet samlades sedan i Lucca, Norditalien och man satte upp nya mål. Caesars befäl skulle förlängas med 5 år samtidigt som Pompejus och Crassus skulle bli konsuler. År 56 f.Kr. blev Caesar tvungen att krossa ett uppror bland veneterna i östra Gallien och 55 f.Kr. tvingades han möta nya germanska stammar som gått över Rhen. Han besegrade dem och gick även över Rhen för att härja germanernas egna länder. Denna övergång över Rhen är värd en notering. Caesar gick ej över med flottar då han (enligt De bello gallico) ansåg att detta var ovärdigt. Caesar ville inte endast gå över Rhen, han ville avskräcka från framtida germanska angrepp genom att injaga skräck i fienden, lösningen var att bygga en bro. På mycket begränsad tid byggdes en bro över den strida såväl som grusbottnade Rhen. Denna bro har länge varit ett mysterium och först relativt nyligen har historiker kunnat återskapa en metod som förmodligen skulle kunna ha använts av de romerska ingenjörerna. Bron revs dock sedan legionerna återvänt till Gallien, den hade då tjänat sitt syfte, att visa hur mäktiga de romerska härarna var. Detta poängteras då ingenjörskap och fortifikationer kom att spela en avgörande roll i Caesars fälttåg.
Under fälttågen mot folken på den galliska nordkusten ansåg Caesar att gallerna fått stöd och uppmuntran från britterna, ett folk som levde på en stor ö i norr. År 55 f.Kr. seglade Caesar över till Britannien med 2 legioner. Han tvingades dock återvända utan några väsentliga framgångar efter att hans flotta skadats av en storm. Han återvände till Britannien året därpå med 5 legioner. Den här gången gick det bättre men han tvingades återvända eftersom ett uppror höll på att bryta ut i Gallien. Han lyckades för tillfället att kväsa upproret, men det blossade snart upp på nytt.
Den här gången var det averniern Vercingetorix som ledde upproret. Han lyckades få nästan alla galliska stammar med sig. Hans strategi var att hindra Caesar från att försörja armén genom att använda den brända jordens taktik. Efter att Caesar misslyckats med att inta staden Gergovia tågade Caesar söderut, mot aeduernas land som just avfallit från Roms sida. Vercingetorix skickade då sitt kavalleri efter Caesar. Caesar lyckade slå tillbaka dem med hjälp av sitt eget germanska kavalleri. Kavalleriet med Vercingetorix flydde till staden Alesia. Caesar slog då en dubbel mur runt staden, en för att hålla inne försvararna, en för att hålla ute undsättningsarmén som han visste var på väg. Sedan Caesar hade besegrat undsättningsarmén kapitulerade Vercingetorix, och ett år senare var hela Gallien säkert under romerskt styre. Efter Caesars fyrdubbla triumf 46 f.Kr., avrättades Vercingetorix genom strypning, som var brukligt enligt romersk sed.

## Triumviratets fall och inbördeskriget
Senaten blev alltmer oroad över Caesars stora framgångar och motarbetade honom i allt högre grad. Triumviratet höll också på att falla sönder efter Julias död 54 f.Kr. och Crassus död vid Carrhae 53 f.Kr. Caesar försökte bli konsul för att bli åtalsimmun och kunna återvända till Rom. Vintern 50 f.Kr. flyttade Caesar sitt läger till Gallia cisalpina. Patricierpartiet blev än mer oroat och lyckades till slut övertala Pompejus att stödja dem helhjärtat. Man gav Caesar ett ultimatum, senaten krävde att Caesar skulle upplösa sina legioner och återvända till Rom ensam. Caesar vägrade och tågade den 11 januari 49 f.Kr. över floden Rubicon som utgjorde gränsen mellan Gallia cisalpina och själva Italien, med 1500 man, och startade därigenom inbördeskrig. Han sägs vid tillfället ha yttrat de nu berömda orden alea iacta est, "tärningen är kastad", som därefter blivit synonymt med ett oåterkalleligt beslut.
Han intog snabbt flera städer eftersom garnisonerna antingen flydde eller gick över till honom. Pompejus och många senatorer, bland andra Cato och Scipio samt Catos systerson Brutus flydde då söderut och sedan österut till Grekland. Rom intogs av Caesar och skattkammaren som i all hast hade lämnats kvar övertogs av honom. I Rom såg Caesar till att få Antonius vald till folktribun i senaten, en senator med vetorätt över senaten. Efter att ha ombesörjt de allra viktigaste ärendena reste Caesar till Spanien och besegrade de Pompejustrogna soldaterna där. Han drabbades samtidigt av ett bakslag i Afrika där hans styrkor förintades av kung Juba I av Numidien.
Han återvände sedan till Rom för en kort tid innan han seglade mot Grekland. Trots Pompejus överlägsna flotta lyckades Caesar skeppa över sin armé. Caesar lyckades inta flera städer, dock inte den viktiga staden Dyrrhachion. I ett bakhåll nära staden var han nära att dödas, och i slaget som följde tvingades han retirera. Han lyckades dock besegra Pompejus vid Farsalos. Efter detta slag gick Brutus och Cicero självmant över till Caesar och bad om nåd vilket de båda fick. Pompejus försökte istället fly till Egypten men dödades där vid ankomsten, beordrat av kungen över det ptolemaiska riket, Ptolemaios XIII Filopator Filadelfos, som han ville försäkra sig om Caesars gunst.
Sju veckor efter slaget vid Farsalos anlände Caesar till Egypten. Det ptolemaiska riket skakades då av inre stridigheter mellan de tre syskonen Ptolemaios, Kleopatra och Arsinoë. Efter att Caesar träffat Kleopatra försökte han säkra hennes plats vid tronen. Han hade endast med sig en mindre styrka till Alexandria och i väntan på förstärkningar kom det till många hårda strider mellan hans soldater och de som stödde Ptolemaios. När förstärkningar kom lyckades han snart besegra Ptolemaios som dränktes, varpå Kleopatra blev obestridd härskarinna.
Caesar tillbringade sedan en tid med Kleopatra, som senare födde honom sonen Caesarion, innan han reste till Mindre Asien där han omorganiserade styrelsen av provinserna. Han besegrade också Pharnaces, Mithridates son, efter en kort strid. Efter slaget vid Zela skickade han ett brev till Rom med orden Veni, vidi, vici (Jag kom, jag såg, jag segrade).

## Fyrfaldig triumf

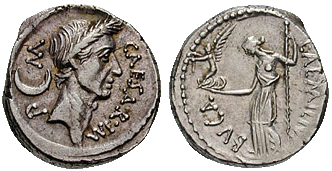
Caesar avbildad på en denarius från 44 f.Kr.

År 47 f.Kr. återvände Caesar till Rom efter ett och ett halvt års frånvaro. Han återställde ordningen och kväste en revolt bland sina veteranlegioner. Han tvingades resa till Afrika där hans fiender samlats, däribland Pompejus två söner och Cato. Pompejanerna hade också kung Juba av Numidien som allierad. Caesar besegrade dem i slaget vid Thapsus och lyckades eliminera flera av sina motståndare, Cato och Scipio begick självmord vid Utica nära Thapsus, de överlevande flydde till Spanien. Efter segern i Afrika anordnade Caesar ett fyrdubbelt triumftåg där man firade erövringen av Gallien, Egypten, Pharnaces rike samt det numidiska riket. Han delade samtidigt ut stora penninggåvor till folket och anordnade flera offentliga spel, och hans gamle nemesis Vercingetorix avrättades i slutet av triumftåget.
År 46 f.Kr. tvingades Caesar dra i fält till Spanien där de sista pompejanerna hade samlats. Han lyckades besegra dem i slaget vid Munda, den sista resningen under hans styre. Efter att ha återvänt hem fick han titeln imperator ("överbefälhavare"), samtidigt som han blev diktator på livstid med rätt att utse olika viktiga ämbeten. Titeln imperator hade han också blivit tilldelad en gång tidigare, år 60 f.Kr. 
Caesar påbörjade efter hemkomsten från Afrika en omorganisering av staten som hade avbrutits av det andra spanska kriget, men efter segern pompejanerna återupptog han ivrigt verket. l själva Rom ämnade han bebygga Marsfältet och genom att lägga om Tiberns flodbädd skydda staden mot översvämningar. Fucinosjön ville han torrlägga och genom en Tiberkanal till Tarracina avleda Pontinska träskens vatten. Från Tibern skulle en stor härväg leda över Apenninerna och gå fram till Adriatiska havet. Han ämnade även föra en kanal genom Korintiska näset. Vidare umgicks han med planen att reformera civilrätten. Dessutom ordnade han kalendern, som efter honom kallades den julianska. Man uppkallade även månaden Quintilis efter Julius, och som än idag heter juli. Han stiftade flera lagar för att hjälpa de fattiga, vilket förargade aristokratin. Han planerade även en expedition mot partherna. Detta år adopterade han dessutom sin systerdotters son Octavianus i sitt testamente.
De många hedersbetygelserna han antog vid denna tid sågs av senaten som maktmissbruk, då han förutom sina politiska ämbeten gavs tillnamnet pater patriae (landsfader), en staty bland kungarnas, en gyllene tron i senatshuset och domstolen och en präst tillägnad honom. Under högtiden Lupercalia erbjöds han till och med ett kungligt diadem av Marcus Antonius, vilket han dock avstod från.

## Idus martiae

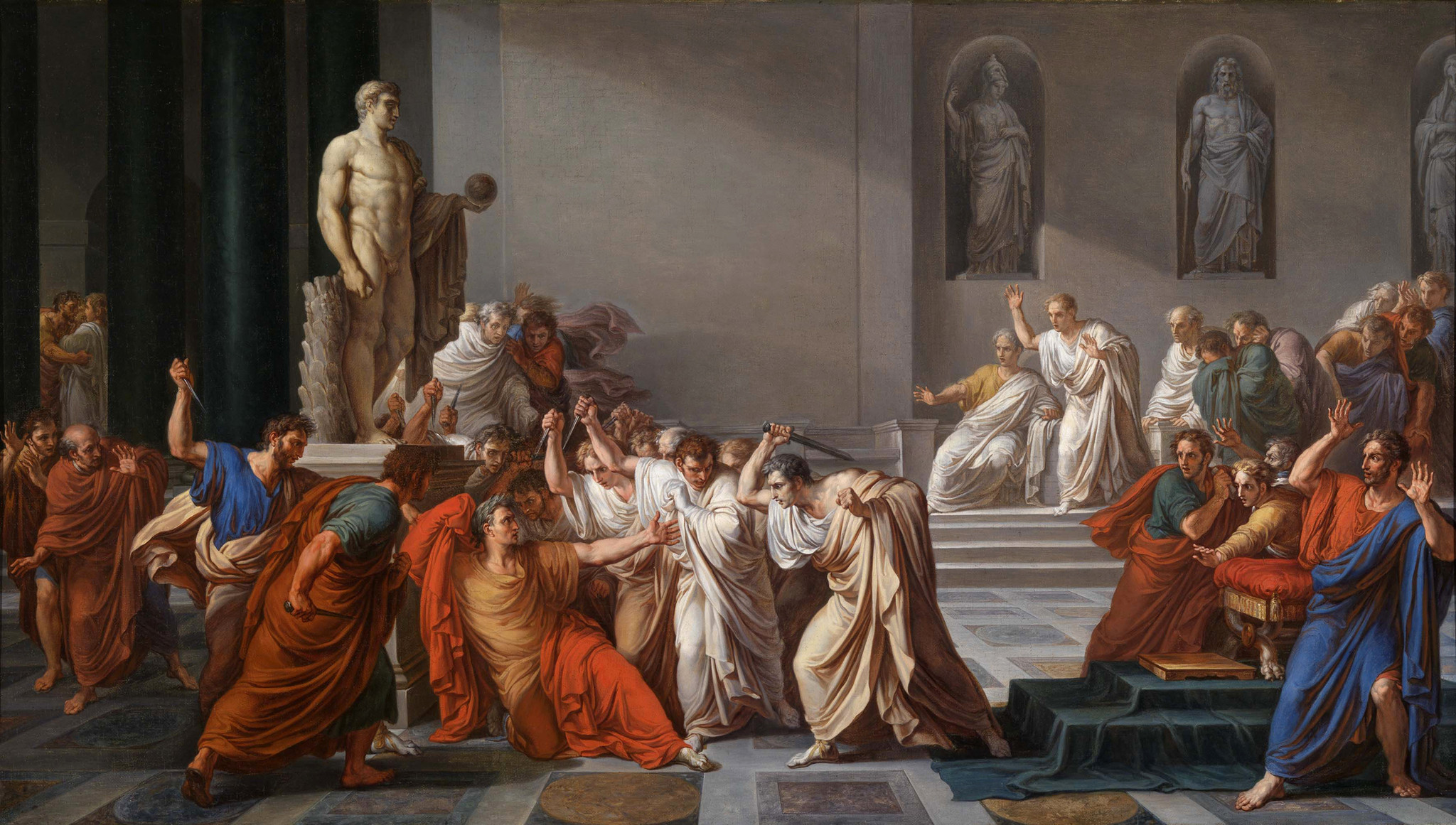
Caesars död (målning av Vincenzo Camuccini 1798).

Till slut skapades i senaten en sammansvärjning med avsikt att döda Caesar. Den 15 mars 44 f.Kr. (Idus Martiae, även mindre korrekt Idus Martii; latin ungefär "mitten av mars"), alldeles innan Caesar skulle påbörja fälttåget mot partherna, väntade de sammansvurna med dolkar dolda under sina togor i Pompejus teater (ruinerna ligger strax öster om Piazza Campo dei Fiori). När Caesar anlände stoppades han av Tillius Cimber som tog tag i hans axlar och slet av hans toga. Enligt Suetonius utropade då Caesar: "Detta är ju våld!" ("Ista quidem vis est!").
Tillius stack därefter Caesar med sin dolk. De övriga sammansvurna följde Tillius exempel, till dessa hörde Cassius och Caesars gamle vän Brutus. När Caesar segnade ner vid foten av en staty av Pompejus efter att ha tagit emot 23 dolkstyng, skall han enligt en allmän uppfattning på latin ha yttrat "Et tu, Brute?" ("Även du, min Brutus?"). Detta stammar dock från Shakespeare, som låter honom säga det i en av sina pjäser, och är troligen inget Caesar själv sade. Det är möjligt att han istället uttalade sina sista ord på grekiska: και συ, τεκνον? ("Kai sy, teknon?", "Även du, mitt barn?"). Detta är dock omdiskuterat, och det kan inte fastslås om han överhuvudtaget yttrade någonting. Enligt den grekiske historikern Plutarkos skall Caesar istället ha dragit sin toga över ansiktet när han såg att Brutus var med i gruppen av lönnmördare.

## Privatliv
Suetonius beskriver Caesars utseende i sin biografi om mannen. Förutom sin okonventionella klädstil var han alltid noggrant rakad, och det sades att han lät noppa sitt kroppshår. Han skämdes över en kal fläck på huvudet och brukade därför alltid bära lagerkrans sedan han tilldelats den äran. Enligt Suetonius och Plutarkos drabbades han vid ett par tillfällen av anfall, som tolkats på flera olika sätt. En vanlig tolkning är att anfallen var epileptiska, men de har även ansetts vara orsakade av malaria eller så kan de ha varit migränanfall.
Han hade många utomäktenskapliga affärer: förutom ryktena om Nikomedes och hans förhållande med Kleopatra förförde han även Crassus fru Tertulla, Pompejus fru Mucia och drottning Eunoe av Mauretanien. Han älskade framförallt Servilia, Brutus mor, som han en gång gav en pärla värd sex miljoner sestertier. Pärlor och gammal konst var han mycket förtjust i.

## Memoarer

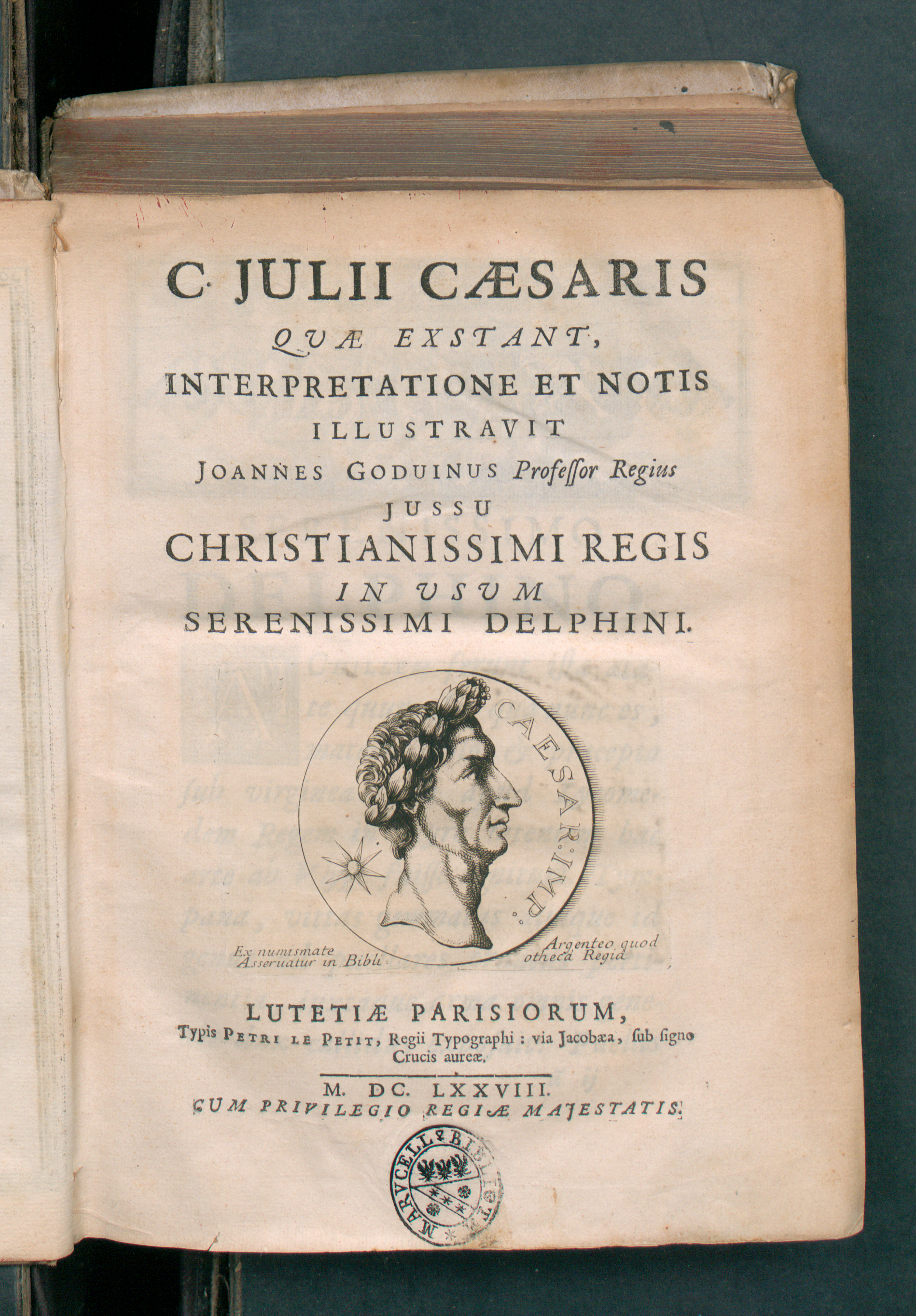
C. Iulii Caesaris quae extant, 1678

Caesar ansågs av sin samtid vara en av de främsta oratorerna och författarna i Rom. Till och med Cicero talade väl om Caesars alster och retoriska färdigheter. De flesta av hans verk har gått förlorade, men hans memoarer och anteckningar från diverse kampanjer har bevarats för eftervärlden. De är skrivna i tredje person.
- Commentarii de Bello Gallico beskriver Caesars kampanjer i Gallien och Britannien under hans tid som prokonsul.
  - Kommentarier öfwer galliska, borgerliga, alexandrinska, afrikanska och spanska kriget (översättning Johan Wilhelm Tullberg) (Göteborg, 1827)
  - Öfversättning af C. Julii Cæsars commentarii de bello Gallico (anonym översättning) (Stockholm, 1871)
  - Galliska kriget (översättning Sven Gudmund Dahl) (Hierta, 1873)
  - Kommentarier öfver galliska kriget (anonym översättning) (Ad. Johnson, 1893-1896)
- Gaius Julius Cæsars anteckningar om galliska kriget / övers. av Erik Hedén.. Stockholm: Bonnier. 1927. Libris 0fmh85z6xt8hdrvn. https://gupea.ub.gu.se/2077/72331
  - Kriget i Gallien (översättning Åke Fridh) (Natur och kultur, 1963) [tvåspråkig utgåva]

- Commentarii de Bello Civili beskriver kriget mellan Pompejus anhängare och Caesar fram tills Pompejus död i Egypten.
  - Inbördeskriget (översättning Ingemar Lagerström) (Norstedt, 2007)

Andra verk som har tillskrivits Caesar men vars författarskap har ifrågasatts
- De Bello Alexandrino
- De Bello Africo
- De Bello Hispaniensi

## Ordet "kejsare"
Caesar uttalas kajsar/kaisar i klassisk latin och sesar i nylatin. Ordet kejsare (som på tyska heter Kaiser) kommer från latin och även den ryska titeln Tsar kommer från namnet Caesar. Detta eftersom de ryska kungarna av folket ansågs som efterträdare till kejsarna av Östrom.

## Caesar i litteraturen

### Shakespeares Julius Caesar
William Shakespeares pjäs Julius Caesar, som spelades första gången 1599, återger intriger som leder till mordet på kejsaren. Shakespeare hade tillgång till Plutarkos verk Liv om Caesar, Brutus och Antonius som publicerades 1579 på engelska, och citat av Plutarkos verk återges ordagrant i Shakespeares pjäs. I Shakespeares drama är Caesar en mystisk figur som man inte får lära känna särskilt väl. Dramat kretsar istället kring hur andra personer uppfattar Caesar, deras spekulationer kring hans framtidsplaner och hur mördarna motiverar mordet på honom.

### Asterix
Julius Caesar är en viktig figur i den tecknade serien Asterix av René Goscinny och Albert Uderzo. I denna serie har Caesar ockuperat hela Gallien utom den lilla by som Asterix och Obelix bor i, något som retar Caesar. Asterix och Obelix brukar vid lämpliga tillfällen stöta på Caesar och reta honom. Caesar brukar ibland försöka gillra fällor åt Asterix och Obelix. Dessa misslyckas dock alltid vilket retar upp honom ännu mer, något som ibland formuleras i serien som att Caesar får "gallfeber".

### Kejsaren
Conn Iggulden har skrivit fem böcker med samlingsnamnet "Kejsaren" (Roms portar, Kungars död, Svärdens fält, Krigets gudar och Gudars blod). Böckerna handlar om Julius Caesars uppväxt och liv fram till hans död.